# Albert-Schweitzer-Schule Wedel
Die Albert-Schweitzer-Schule Wedel ist eine von drei Grundschulen der Stadt Wedel (Schleswig-Holstein). Die Schule hatte im Schuljahr 2021/2022 insgesamt 373 Schüler, davon 364 in 16 regulären Klassen und 9 in einer DaZ-Klasse.

## Schulprofil
Als Ganztagsgrundschule  ist die Albert-Schweitzer-Schule  montags bis donnerstags in die Zeit von 8 bis 16 Uhr und freitags von 8 bis 12.45 Uhr geöffnet. Danach ist eine kostenpflichtige Betreuung bis 17 Uhr möglich. Dabei wechseln sich Unterricht und Freizeitangebote über den gesamten Schultag ab. Hausaufgaben werden durch Lernzeiten während der Schulzeit ersetzt.

## Geschichte
Die Albert-Schweitzer-Schule wurde im Juni 1957 als „IV. Volksschule am Elbhochufer“ eingeweiht. Da die bisherigen drei Volksschulen (ABC-Schule, Theodor-Storm-Schule und Schule Altstadt) überbelegt waren, war im Neubaugebiet am Elbhochufer ein Schulneubau errichtet worden. Die Albert-Schweitzer-Schule hatte bei Unterrichtsbeginn zu Ostern 1957 rund 400 Schüler, die wie die neun Lehrkräfte aus anderen Wedeler Volksschulen kamen. Als Volksschule umfasste sie die Jahrgänge 1 bis 8. Im Folgejahr kam das neunte Schuljahr hinzu. Zum Schuljahr 1969/70 wurde die Volksschule Albert-Schweitzer-Schule zur Grundschule, die Schüler der höheren Klassen wechselten auf weiterführende Schulen.